# The Pride of the Fancy
The Pride of the Fancy è un film muto del 1920 diretto da Richard Garrick e Albert Ward.

## Produzione
Il film fu prodotto dalla G.B. Samuelson Productions.

## Distribuzione
Distribuito dalla General Film Distributors (GFD), il film uscì nelle sale cinematografiche britanniche nel dicembre 1920.